# 久野源蔵
久野 源蔵（くの げんぞう、1897年（明治30年） - 1965年（昭和40年）4月16日）は、日本の政治家。愛知県三好村長、三好町長などを歴任。
愛知用水を引く運動に加わり、三好池の造成に尽力した。銅像がみよし市役所前に設置されている。

## 経歴
愛知県西加茂郡三好村（現・みよし市）に庄屋の子として生まれる。1917年3月、愛知県立第二中学校（現・愛知県立岡崎高等学校）卒業。
1931年、三好村長（第11代）に就任。以後1945年まで就任。1952年、愛知用水土地改良区の理事に就任。1956年、三好村長（第16代）に就任。
1958年4月1日の三好村の町制施行により初代町長に就任。1960年、町長選挙で再選。
1961年9月、愛知用水通水。1964年、町長に3選。
1965年4月16日、在職のまま死去。三好町立三好中学校にて町葬を実施。1983年、名誉町民になる。